# Suša (gmina Orle)
Suša – wieś w Chorwacji, w żupanii zagrzebskiej, w gminie Orle. W 2011 roku liczyła 113 mieszkańców.